# باولو فيريرا (دراج)
باولو فيريرا (بالبرتغالية: Paulo Ferreira‏) مواليد 11 مايو 1962 في البرتغال، هو دراج برتغالي سابق في صنف سباق الدراجات على الطريق.

## سجل النتائج

### سباقات أو مراحل فاز بها
- طواف فرنسا

## وصلات خارجية
- الموقع الرسمي

## روابط خارجية
- باولو فيريرا على موقع أرشيف الدراجات (الإنجليزية)
- باولو فيريرا على موقع إحصائيات الدراجات الإحترافية (الإنجليزية)